# Jung Youn-kyung
Jung Youn-kyung (kor. 정연경; * 27. August 1982) ist eine südkoreanische Badmintonspielerin.

## Karriere
Jung Youn-kyung siegte 2006 bei den India International sowohl im Damendoppel als auch im Mixed. Bei den Malaysia International des gleichen Jahres war sie ebenfalls im Damendoppel mit Kim Min-jung erfolgreich. In der nächsten Saison folgten Starts bei der All England Super Series 2007 und der Korea Open Super Series 2007.